# Кубанская весна
Кубанская весна (ранее Краснодарская весна) — ежегодный товарищеский футбольный турнир для женских команд, который проводится с 2003 года в весеннее время в Краснодарском крае.
Наибольшее число титулов завоевала сборная Россия до 19 лет (5 побед).

## История
Впервые турнир в станице Полтавская прошёл в марте 2003 года. В 2004 году турнир назывался «Краснодарская весна». Участие в турнире принимали пять команд, а победу одержал самарский ЦСК ВВС. В 2006 году количество команд-участников достигло семи. Победителем турнира в изменённом формате стала ногинская «Надежда». Затем, в течение двух лет победителем становился клуб «Рязань-ВДВ». Турнир 2007 года прошёл на спортивном комплексе «Гигант» в Крымске.
В 2008 году формат турнира изменился, и в нём начали участвовать сборные до 19 лет в связи с чем, он получил статус международного фестиваля молодёжных сборных. Данный турнир получил поддержку ФИФА и вновь прошёл в Крымске. Однако со следующего года турнир состоял лишь из сборных. Идею такого формата турнира предложил наставник сборной России до 19 лет Александр Шагов. По его мнению, было необходимо иметь турнир с регулярными матчами в весенний период по аналогии с Кубком Ла Манга. В течение четырёх лет победителем «Кубанской весны» становились азиатские сборные — дважды Китай и по разу Япония и КНДР. С 2010 года турнир проводится на стадионе «Спутник» в Сочи. В 2013 году победу одержала сборная США, обыгравшая в финале украинских сверстниц. С 2014 года победу в турнире, за исключением 2016 года, одерживала сборная России.
В 2018 году Бюро Исполкома РФС приняло решение присвоить турниру имя Валентина Гришина, привёдшего к победе российских девушек до 19 лет на чемпионате Европы 2005 года в Венгрии.

## Формат
С 2011 по 2014 год в турнире участвовали 12 команд, которые были разбиты на три группы по четыре в каждой. По итогам круговых турниров определились 8 лучших сборных, после чего следовал раунд плей-офф.

## Результаты
| Год  | Уч | Призёры        | Призёры            | Призёры            | Призёры             |
| Год  | Уч | Победитель     | 2-е место          | 3-е место          | 4-е место           |
| ---- | -- | -------------- | ------------------ | ------------------ | ------------------- |
| 2003 | 8  | ЦСК ВВС        | Легенда            | Надежда            | Харьков-Кондиционер |
| 2004 | 5  | ЦСК ВВС        | Металлист          | Россия (мол.)      | Чертаново           |
| 2005 | 5  | Спартак        | Надежда            | Россия (до 19)     | Алма-КТЖ            |
| 2006 | 7  | Надежда        | Спартак            | Рязань-ВДВ         | Россия (мол.)       |
| 2007 | 4  | Рязань-ВДВ     | СКА-Ростов-на-Дону | Надежда            | Чертаново           |
| 2008 | 8  | Рязань-ВДВ     | Надежда            | США (олимп.)       | Россия (до 19)      |
| 2009 | 10 | Китай (до 19)  | США (до 19)        | Россия (до 19)     | Польша (до 19)      |
| 2010 | 11 | Китай (до 19)  | Россия (до 19)     | Турция (до 19)     | Эстония (до 19)     |
| 2011 | 12 | Япония (до 19) | КНДР (до 19)       | Китай (до 19)      | Краснодарский край  |
| 2012 | 12 | КНДР (до 19)   | Китай (до 19)      | Турция (до 19)     | Румыния (до 19)     |
| 2013 | 12 | США (до 19)    | Украина (до 19)    | Румыния (до 19)    | Иран (до 19)        |
| 2014 | 12 | Россия (до 19) | Украина (до 19)    | США (до 19)        | Краснодарский край  |
| 2015 | 11 | Россия (до 19) | Словакия (до 19)   | Израиль (до 19)    | Румыния (до 19)     |
| 2016 | 8  | КНДР (до 19)   | Россия (до 19)     | Румыния (до 19)    | Сибирь              |
| 2017 | 8  | Россия (до 19) | Белоруссия (до 19) | Словения (до 19)   | Иран (до 19)        |
| 2018 | 4  | Россия (до 19) | КНДР (до 19)       | Иран (до 19)       | Румыния (до 19)     |
| 2019 | 4  | Россия (до 19) | Иран (до 19)       | Белоруссия (до 19) | Азербайджан (до 19) |

## Бомбардиры
- 2013 — Марьям Рахими (9 голов)[29]

## Награды
Лучший вратарь:
- 2007 — Алла Волкова (СКА-Ростов-на-Дону)[30]
- 2011 — Ян Цзянг (Китай)[31]
- 2013 — Юлия Познохерева (Украина)[29]
- 2014 — Анастасия Ананьева (Россия)[32]
- 2015 — Патриция Хладекова (Словакия)[33]

Лучший защитник:
- 2007 — Надежда Мыськив (Чертаново)[30]
- 2011 — Кейси Моррисон (США)[31]
- 2013 — Кинга Барабаси (Румыния)[29]
- 2014 — Пэйтон Кук (США)[32]
- 2015 — Малгорзата Месьяж (Польша)[33]

Лучший полузащитник:
- 2007 — Елена Лисачёва (Рязань-ВДВ)[30]
- 2011 — Маи Куекава (Япония)[31]
- 2013 — Кум Хянг Ри (КНДР)[29]
- 2014 — Александра Лунча (Румыния)[32]
- 2015 — Эден Авитал (Израиль)[33]

Лучший нападающий:
- 2007 — Ирина Чукисова (Надежда)[30]
- 2011 — Куми Йокояма (Япония)[31]
- 2013 — Рэйчел Уголик (США)[29]
- 2014 — Татьяна Козыренко (Украина)[32]
- 2015 — Маргарита Черномырдина (Россия)[33]

Лучший бомбардир:
- 2004 — Ольга Кремлева[34]
- 2013 — Марьям Рахими[29]
- 2014 — Татьяна Козыренко (Украина)[32]
- 2015 — Андрееа Войку (Румыния)[33]

Лучший игрок:
- 2007 — Лилия Васильева (Рязань-ВДВ)[30]
- 2011 — Ю Ен Им (КНДР)[31]
- 2014 — Маргарита Черномырдина (Россия)[32]
- 2015 — Алёна Андреева (Россия)[33]

Самый полезный игрок:
- 2013 — Ева Гордон (США)[29]

Открытие турнира:
- 2008 — Раиса Одинцова[34]
- 2013 — Наталья Соколова (Краснодарский край)[29]

Приз зрительских симпатий:
- 2013 — Азербайджан[29]

## Тренеры-победители
- 2003 — Александр Соловьёв[35]
- 2004 — Виталий Шашков[11]
- 2006 — Александр Григорян[34]